# Південно-Аргалейське сільське поселення
Південно-Аргале́йське сільське поселення (рос. Южно-Аргалейское сельское поселение) — сільське поселення у складі Агінського району Забайкальського краю Росії.
Адміністративний центр — село Південний Аргалей.

## Історія
2013 року було утворено село Аргалей шляхом виділення частин із села Південний Аргалей.

## Населення
Населення сільського поселення становить 738 осіб (2019; 843 у 2010, 792 у 2002).

## Склад
До складу сільського поселення входять:
| Населений пункт         | Населення, осіб (2002) | Населення, осіб (2010) |
| ----------------------- | ---------------------- | ---------------------- |
| Аргалей, село           | -                      | -                      |
| Лісозавод, село         | 64                     | 52                     |
| Південний Аргалей, село | 728                    | 791                    |